# Bazicourt
Bazicourt település Franciaországban, Oise megyében. Lakosainak száma 370 fő (2022. január 1.). Bazicourt Sacy-le-Petit, Grandfresnoy, Houdancourt, Pont-Sainte-Maxence és Saint-Martin-Longueau községekkel határos.

## Népesség
A település népességének változása:
| Lakosok száma | 326  | 322  | 341  | 337  | 345  | 348  | 351  | 352  | 370  |
|               | 2013 | 2015 | 2016 | 2017 | 2018 | 2019 | 2020 | 2021 | 2022 |